# Кондрица
Кондрица (рум. Condriţa) — село в Молдавии, в составе сектора Буюканы муниципия Кишинёв.

## Достопримечательности
- Возле села Кондрица будет находиться элитный посёлок Villagio;
- Возле села Кондрица находится Николаевский мужской монастырь и ряд детских летних лагерей;
- В селе работает Музей мёда.
- В селе находится резиденция президента Республики Молдова.[2]